# II. Iszmáíl perzsa sah
II. Iszmáíl, modern perzsa kiejtéssel Eszmáil (Gom, 1537. május 28. – Gazvin, 1577. november 24.) I. Tahmászp fia, Perzsia sahja (uralkodott 1576. május 14-étől haláláig), a Szafavida-dinasztia harmadik uralkodó tagja volt.

## Élete
II. Tahmászp és első felesége, Kadamalí Szultánum Bégum harmadik fia volt, de miután a legelső fivér még a többiek születése előtt meghalt, megelőzte fivérét, Szultán Muhammadot az öröklésben annak fokozatos megvakulása miatt. Tízesztendősen kapott először kormányzói címet: először a kaukázusi Serván (1547–1548), majd Hamadán, végül Horászán (1556) helytartója lett. Ez utóbbi minőségben azonban vallási preferenciái miatt elfogták, és majdnem két évtizeden át börtönben tartották pártütő nagybátyjaival együtt Gahgahá hegyi erődjében.
Apja utolsó éveiben azonban a központi hatalom meggyengült a vetélkedő nomád kizilbas törzsek hatalmi harcában, és Tahmászp halálakor Iszmáílt is kiszabadították börtönéből. 1576. augusztus 22-én került sor koronázására Gazvinban. Síita alattvalói azonban nem támogatták azon törekvését, hogy családja szúfi őseihez hasonlóan szunnita hitre térjen, ráadásul a családja körében elkövetett mészárlásaival (hat fivérét, egy húgát és egyéb rokonait kivégeztette) is rontott megítélésén. 1577. december 4-én ópiumtúladagolással meggyilkolták palotájában. Gazvinban temették el, maradványait később áthelyezték Mashadba. A trónon vak és erélytelen fivére, Muhammad Hudábanda követte.

## Utódai
Iszmáíl négyszer nősült. Első felesége (1555) Szafija Szultán Bégum, egy jazdi vallási előkelőség lánya – édesanyja révén maga is I. Iszmáíl unokája –, többi feleségét, különféle előkelőségek leányait 1576-ban vette el.
Négy gyermeke született, egy fia és három lánya. Fia, Sudzsá ad-Dín egy rabnőtől származott, és apja halálakor nem volt még egyéves sem. Muhammad Hudábanda trónra lépését követően rövidesen meggyilkolták. Fahr-i Dzsahán nevű lánya, aki szintén egy rabnőtől származott, később Iszmáíl unokaöccse, I. Abbász Muhammad Bákir nevű fiához ment feleségül, így ő lett a későbbi I. Szafi mostohaanyja. A másik két lány szafavida szokás szerint egy-egy perzsa előkelőség felesége lett.

## Külső hivatkozások
- Christopher Buyers: The Royal Ark/Persia/Safawi Dynasty

## Lásd még
- Perzsa sahok családfája

| Előző uralkodó: I. Tahmászp | Perzsia (Irán) sahja 1576 – 1577 | Következő uralkodó: Szultán Muhammad Hudábanda |